# Veniliornis nigriceps
El carpintero ventribarrado (Veniliornis nigriceps) es una especie de ave piciforme de la familia Picidae que habita en el oeste de Sudamérica.

## Descripción
El carpintero ventribarrado mide entre 16,5 y 18 cm de largo. El plumaje de sus partes superiores es principalmente de color verde oliváceo. El píleo de los machos es de color rojo mientras que el de las hembras es negro o gris oscuro, según las subespecies. Sus partes inferiores están densamente listadas en blanco y negro, o blanquecino y verde en alguna subespecie.

## Taxonomía
Se reconocen tres subespecies:
- V. n. nigriceps, las hembras de la subespecie nominal tienen el píleo negro.
- V. n. equifasciatus, sus hembras tienen el píleo gris y tienen listas verdosas en sus partes inferiores.
- V. n. pectoralis, sus hembras tienen el píleo gris.

## Distribución y hábitat
Se encuentra en los bosques de montaña de Bolivia, Colombia, Ecuador y Perú.